# لویی دپره
لویی دپره (فرانسوی: Louis Déprez‎; زاده ۶ ژانویهٔ ۱۹۲۱ – درگذشته ۲۷ ژوئیهٔ ۱۹۹۹) دوچرخه‌سوار اهل فرانسه بود.